# Spitz (perro)

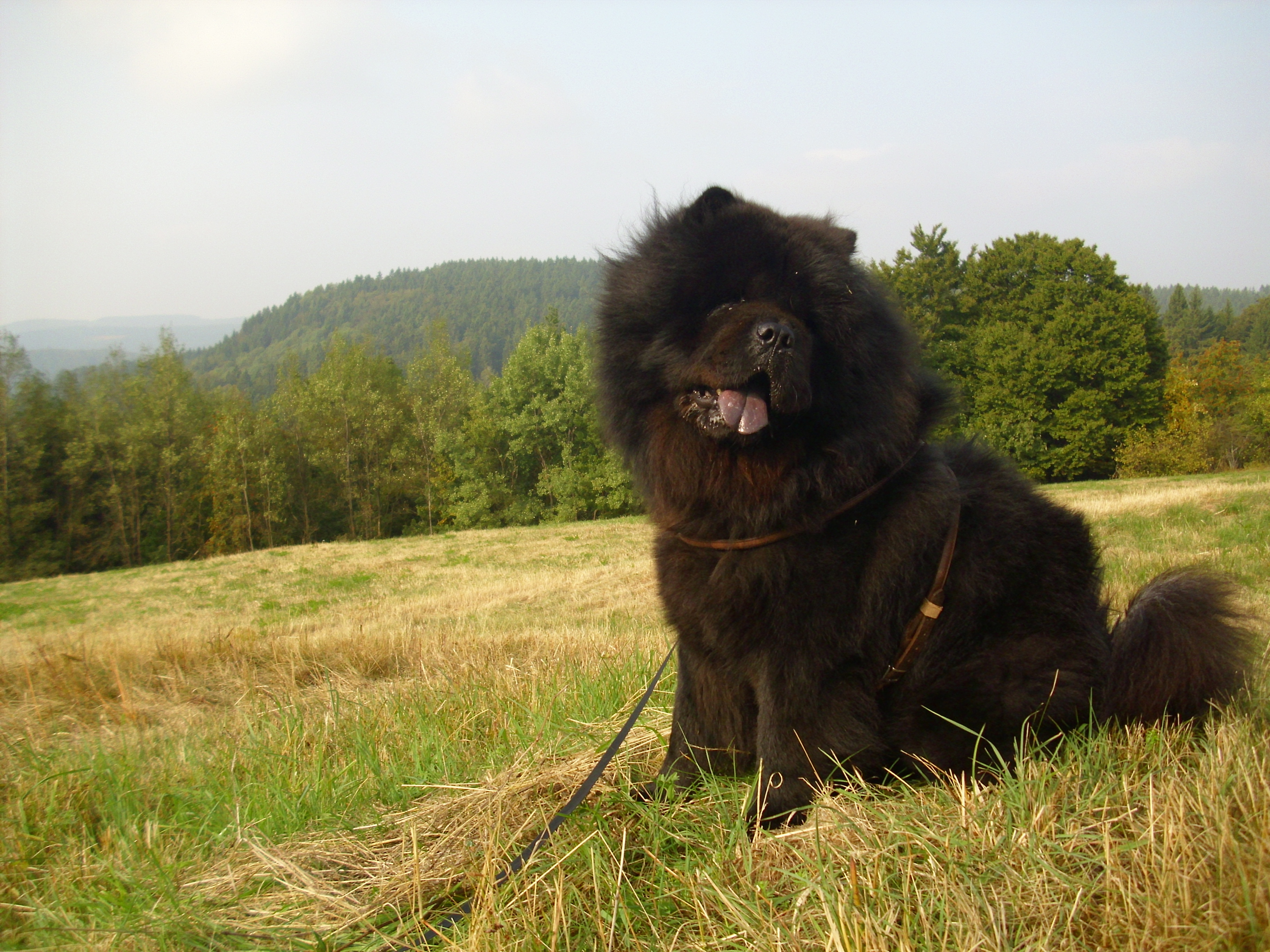
Un chow chow negro.

Se denomina spitz (del alemán spitz, que significa ‘puntiagudo’, en referencia al hocico puntiagudo) a un grupo de perros cuya mayoría de razas, en general, tienen orejas puntiagudas, ojos almendrados, hocico puntiagudo, pelaje de doble capa y cola que se curva sobre la espalda.
Los orígenes exactos de los spitz siguen siendo desconocidos, aunque la mayoría de los spitz que se ven hoy en día son originarios de la región ártica o de Siberia. Johann Friedrich Gmelin describió el tipo como Canis pomeranus en su revisión de 1788 de Systema Naturae.

## Historia
En las tumbas de la Dinastía IV de Egipto se han representado perros similares a los spitz actuales. Los perros de juguete de tipo spitz han sido representados desde el año 500 a. C. en la cerámica de la Antigua Grecia. 

## Características
Los spitz se adaptan bien a vivir en los duros climas del norte. A menudo tienen una capa interna aislante e impermeable que es más densa que la capa superior para atrapar el calor. Las orejas pequeñas y erguidas ayudan a reducir el riesgo de congelación, las proporciones cuadradas y el pelaje grueso que crece en las patas protegen a los perros del hielo afilado. Muchas razas de spitz, como el akita y el chow chow, conservan características parecidas a las de los lobos, como la independencia, la desconfianza y la agresión hacia humanos desconocidos y otros perros, y requieren mucho entrenamiento y socialización cuando son cachorros antes de que se vuelvan manejables en un entorno urbano. Algunos, como el perro de osos de Carelia, son más difíciles de entrenar como perros de compañía. Algunas razas, como el pomerania, tienen pelaje largo y esponjoso. Varias razas de spitz (como los huskies) se crían con un solo propósito. Sin embargo, es común que muchas razas de spitz (como los laikas rusos) sean perros de uso general en sus tierras nativas, utilizados para cazar, transportar, pastorear y proteger.

## Razas
La Federación Cinológica Internacional clasifica las razas de spitz dentro del grupo V, en dos secciones distintas: sección 4 (spitz europeos) y sección 5.ª (spitz asiáticos y razas semejantes). También existen algunas razas que llevan el nombre de spitz y que la FCI coloca en la sección 2.ª (perros nórdicos de cacería).

### Spitz europeos

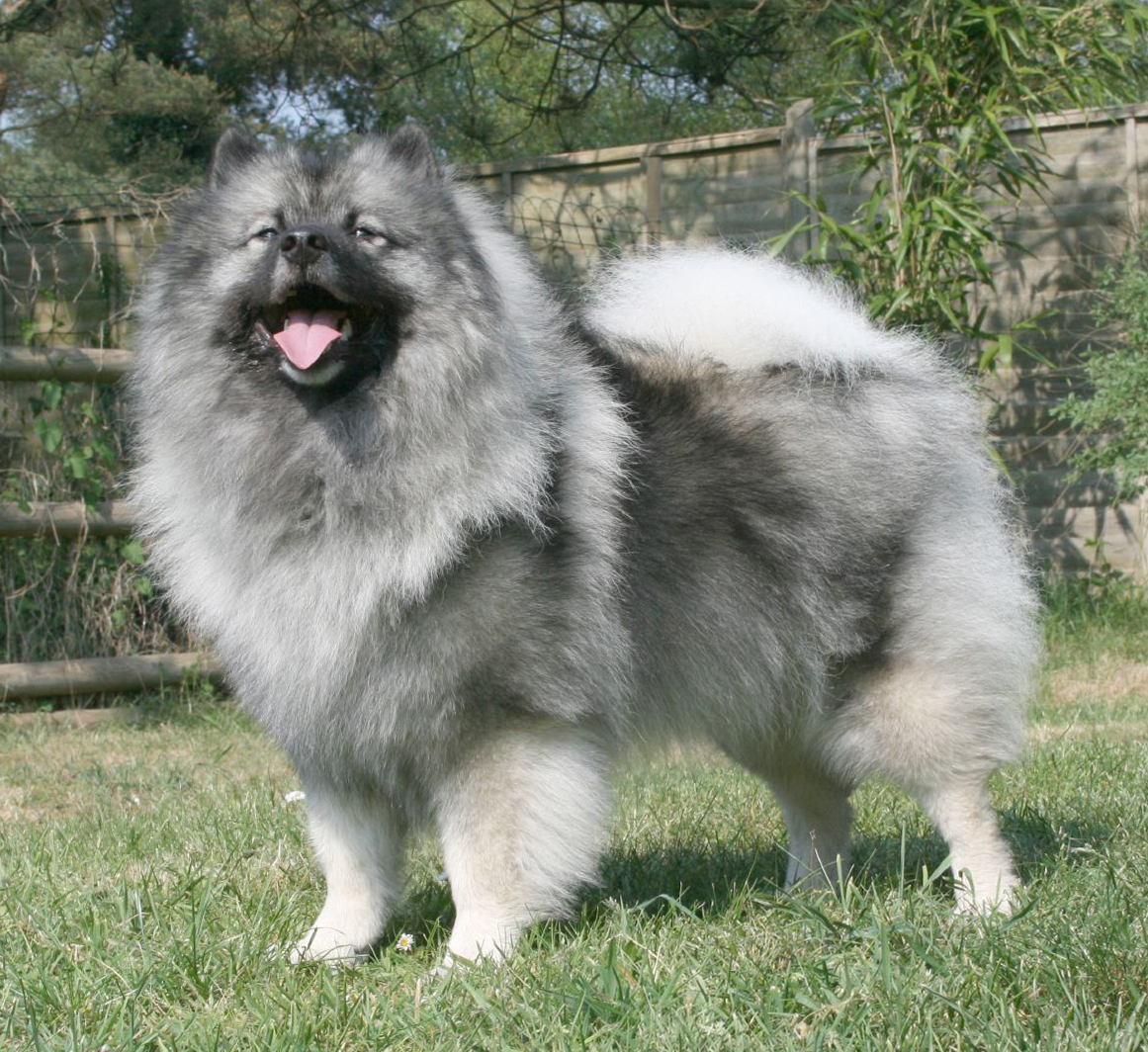
Keeshond
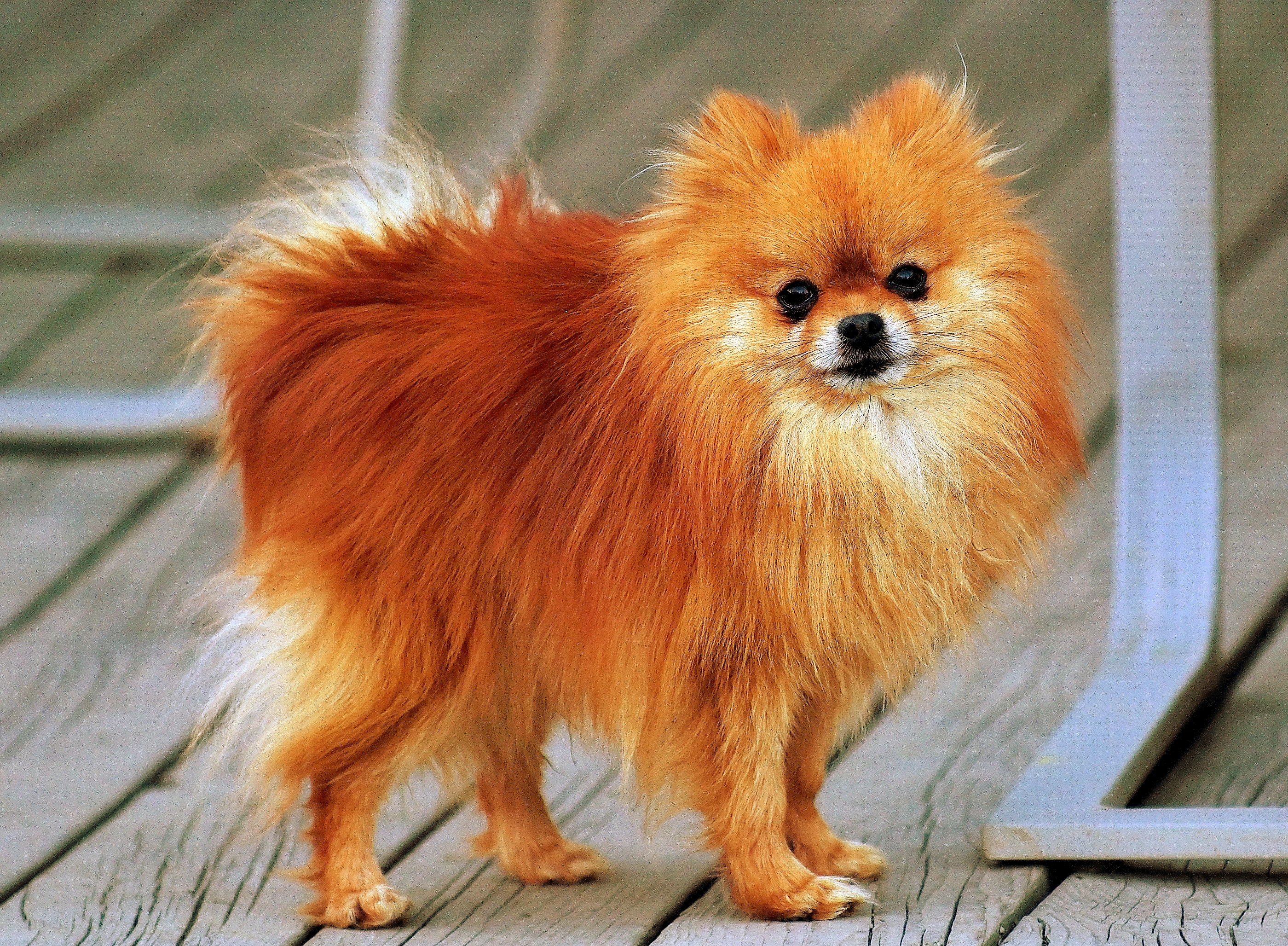
Pomerania
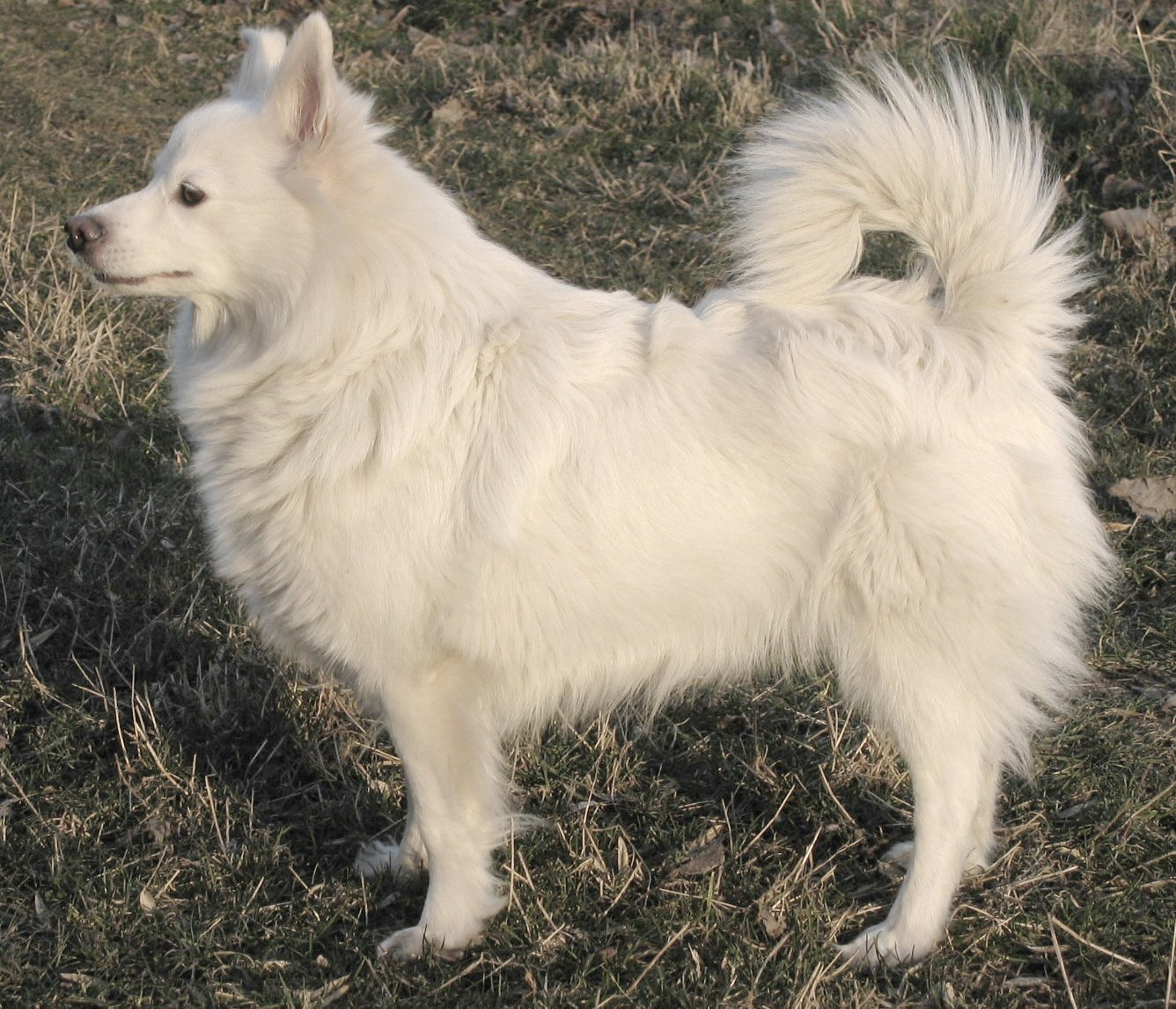
Spitz alemán grande
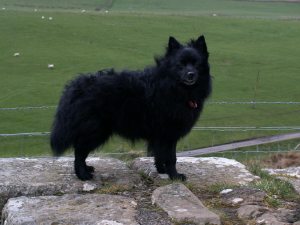
Spitz alemán mediano
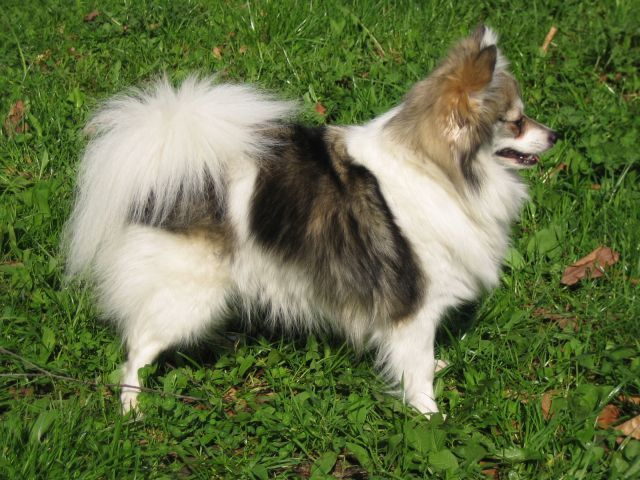
Spitz alemán pequeño
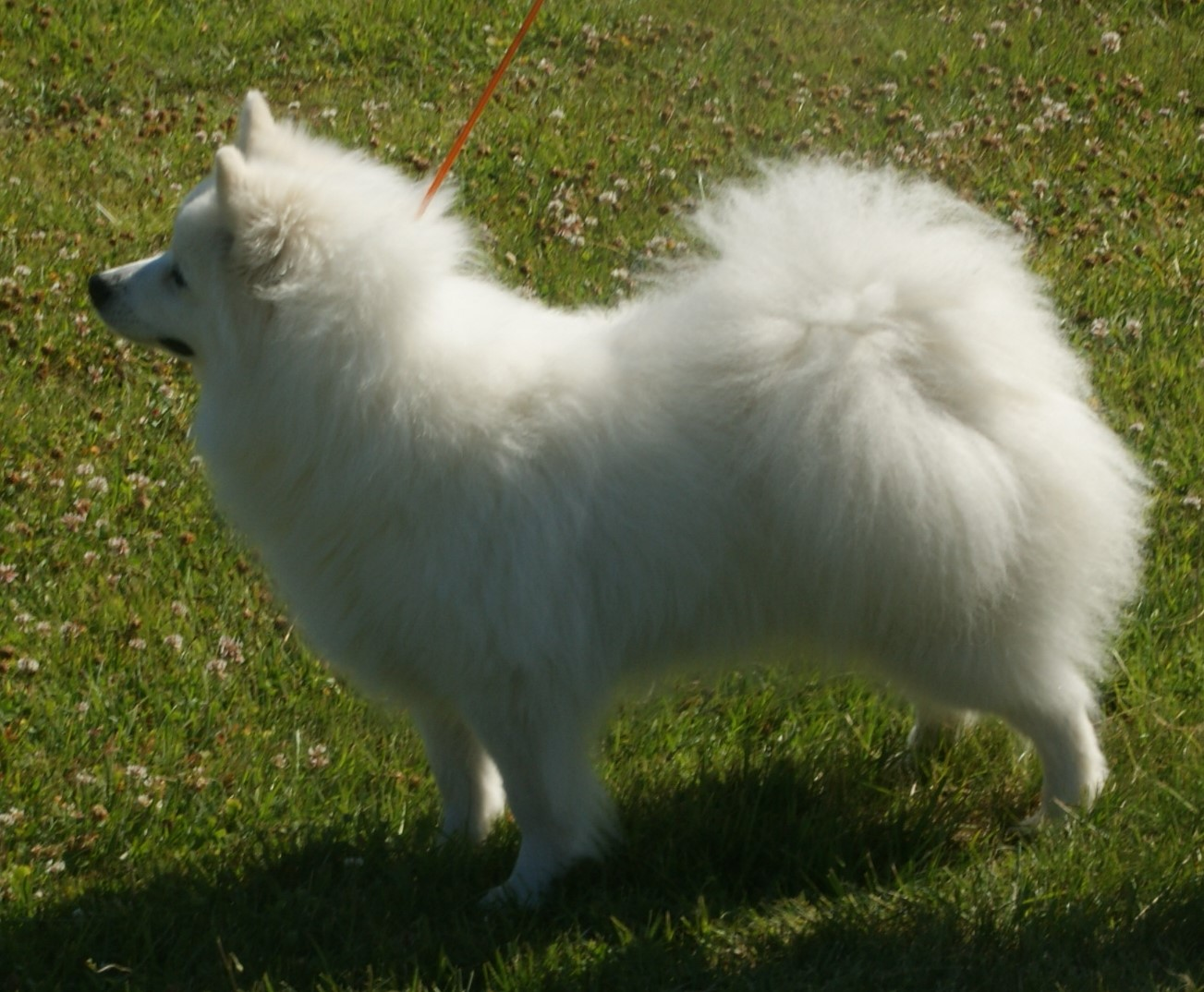
Volpino italiano

### Spitz asiáticos y razas semejantes

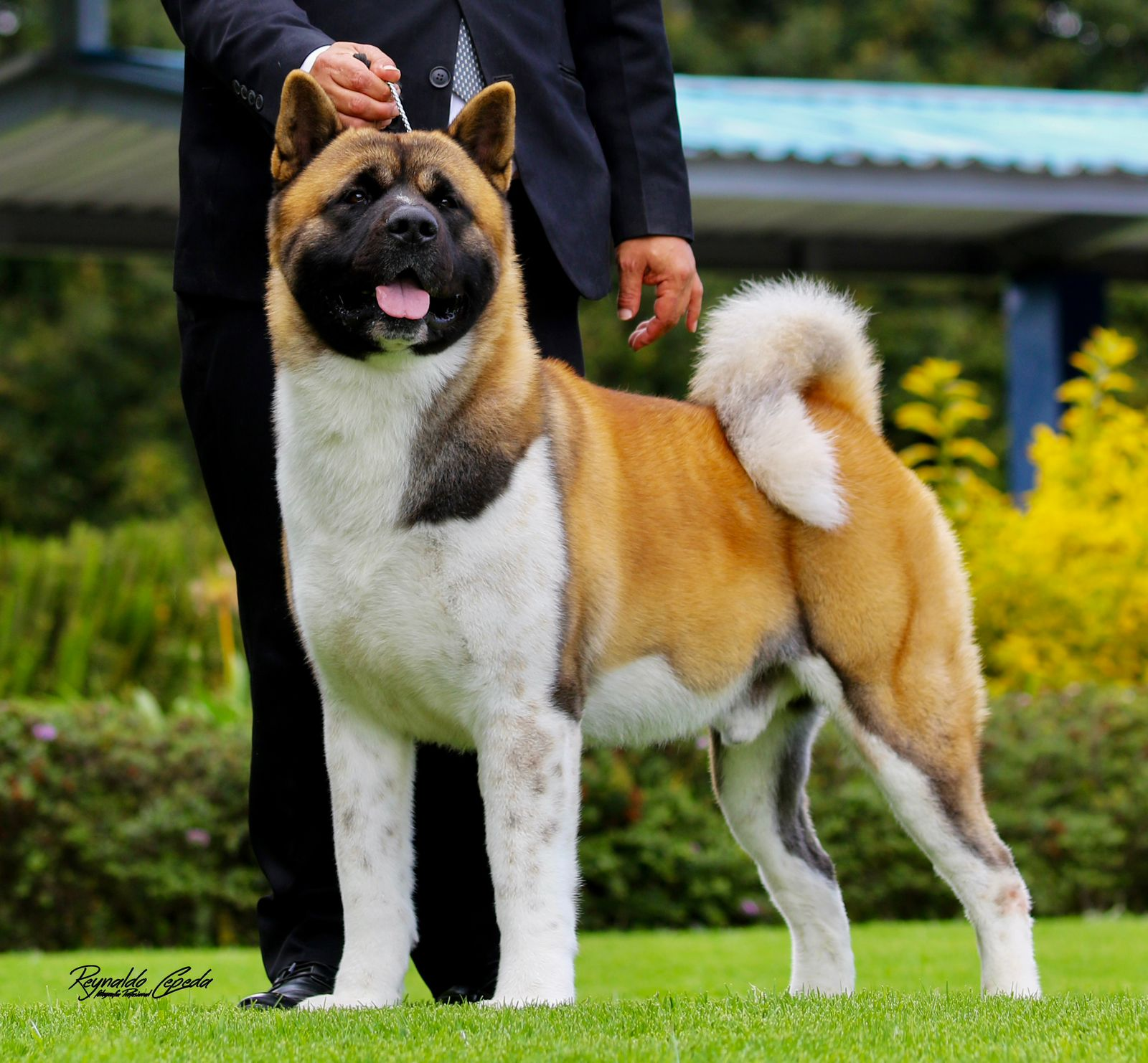
Akita americano
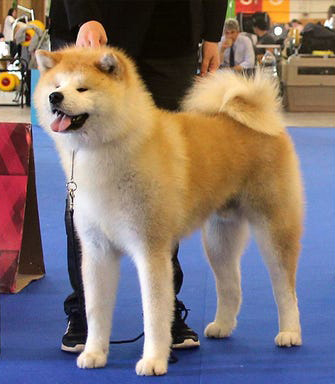
Akita Inu
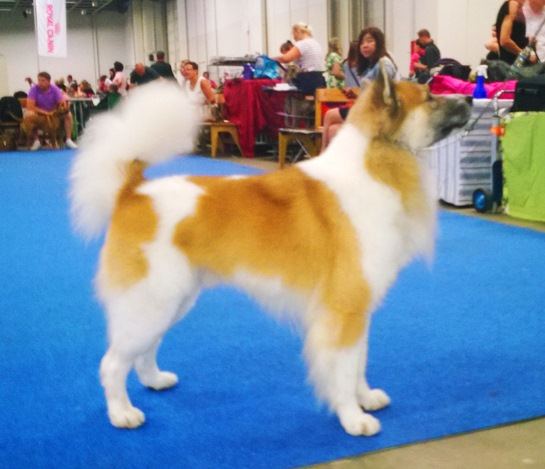
Bangkaew tailandés
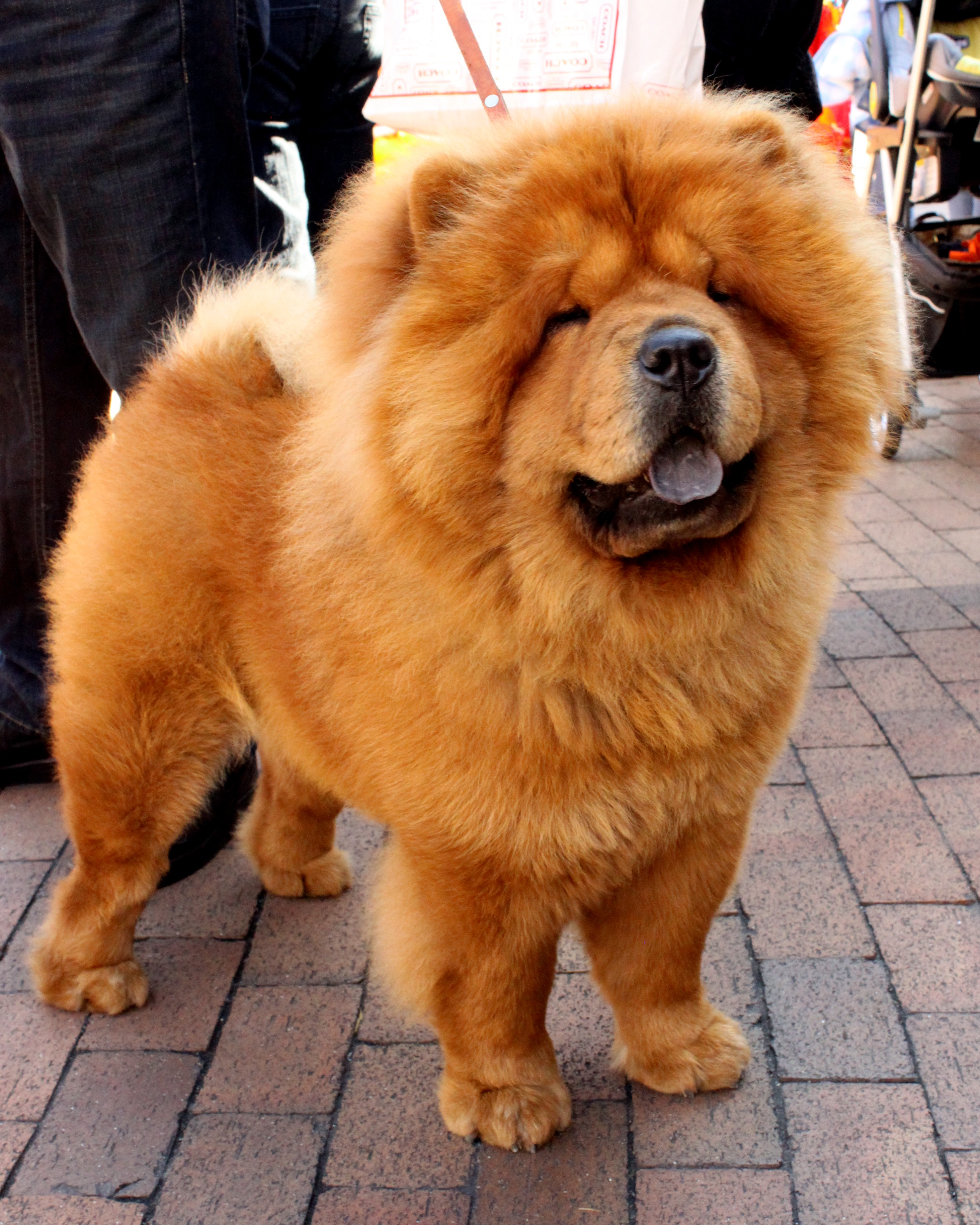
Chow chow
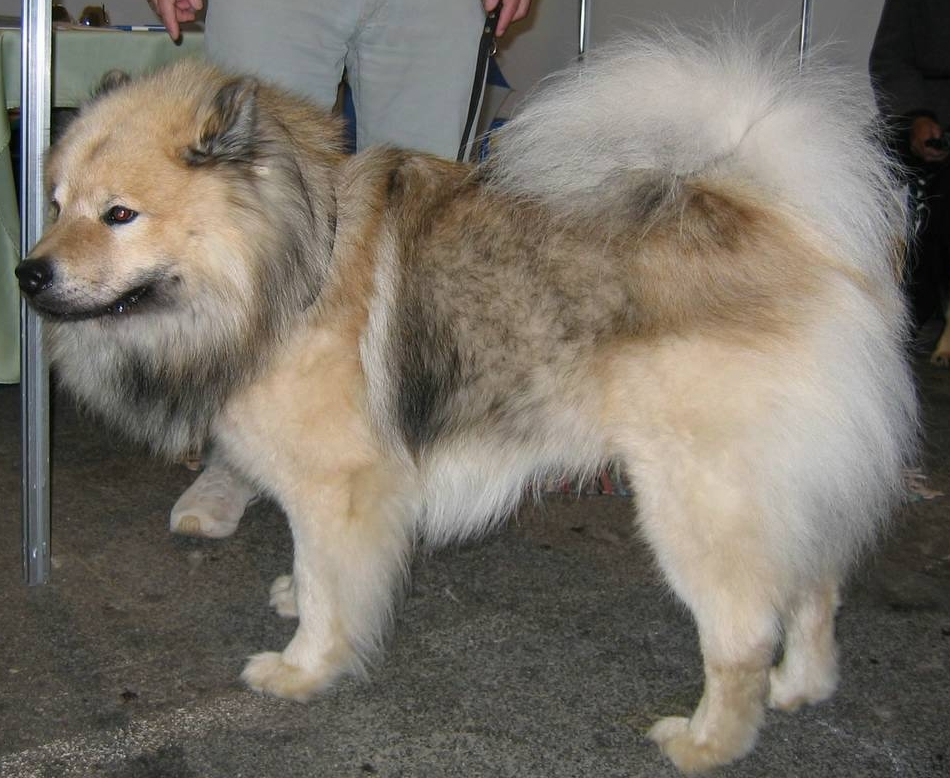
Eurasier
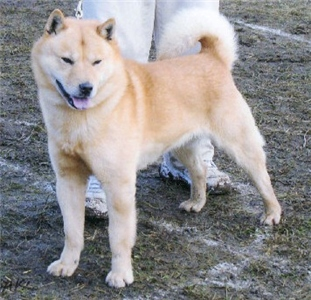
Hokkaido
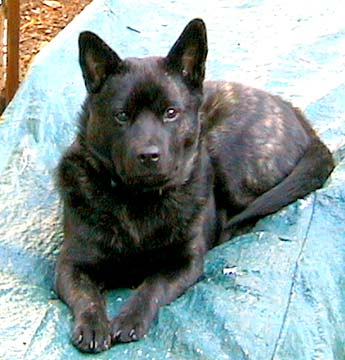
Kai
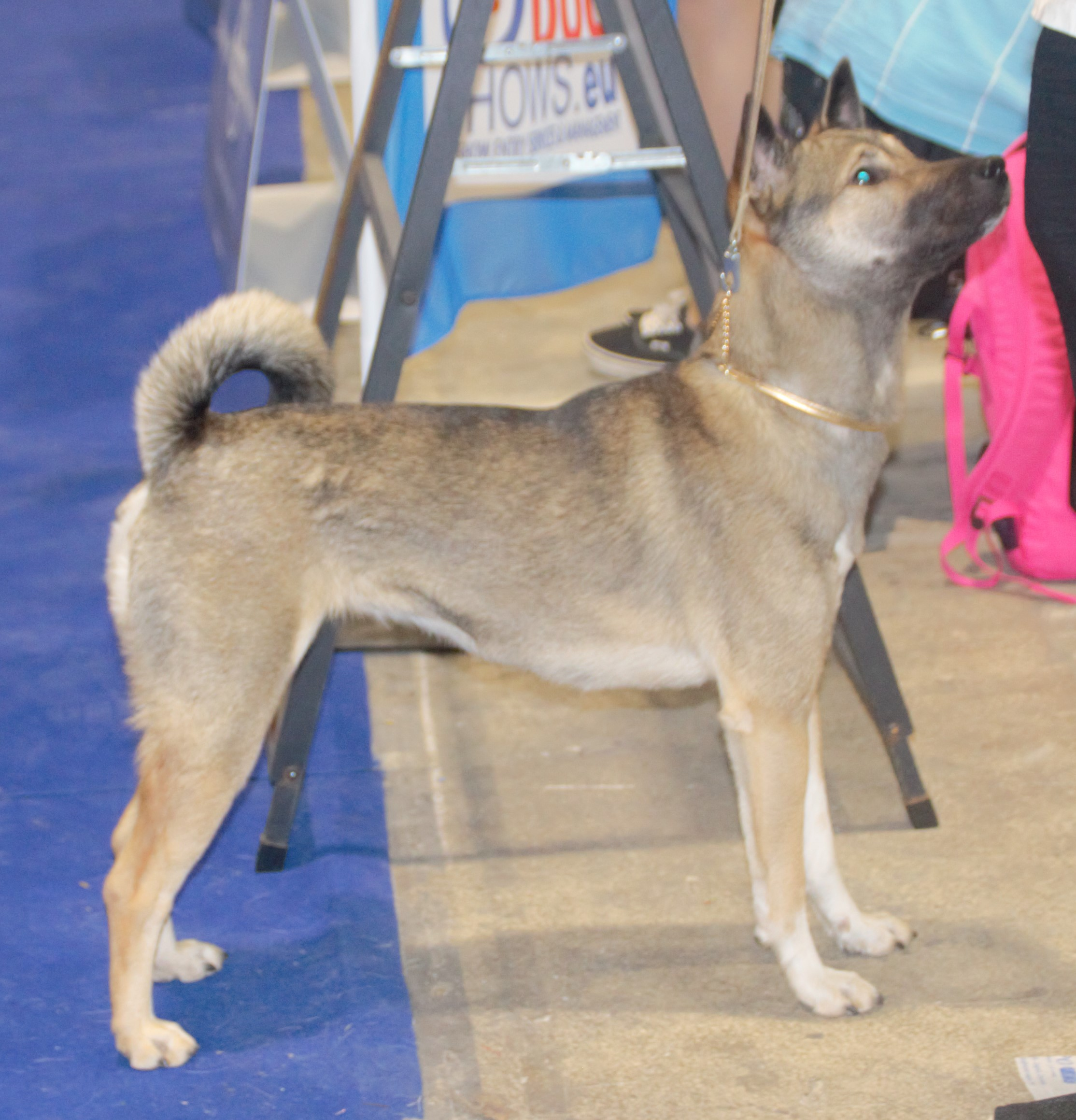
Kishu
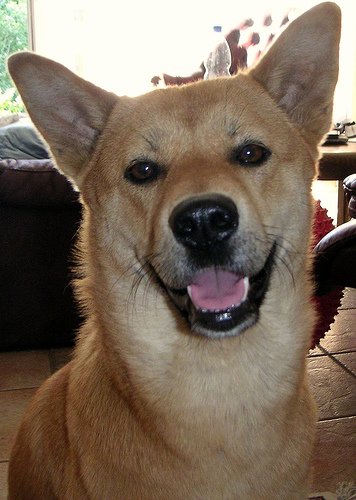
Perro de Chindo
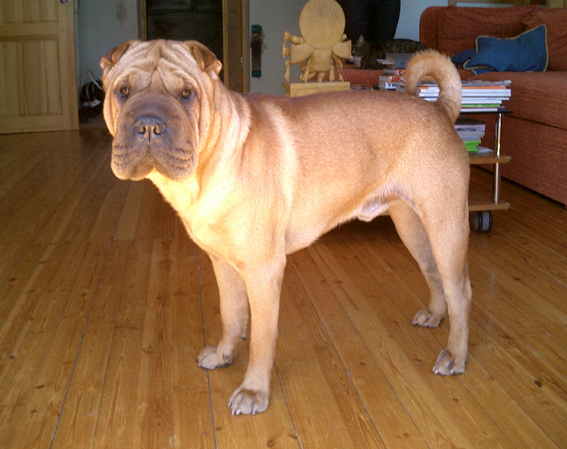
Shar pei
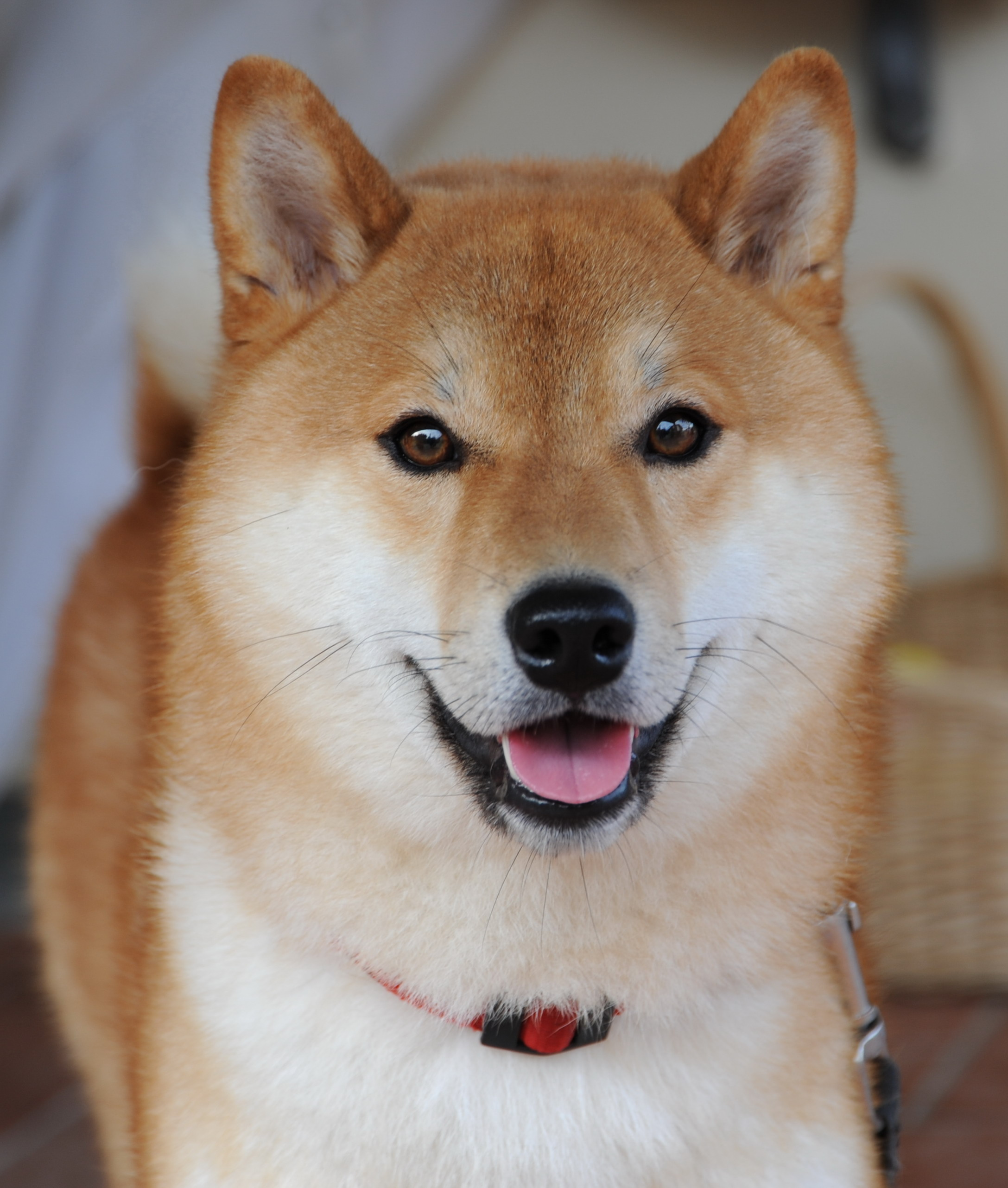
Shiba inu
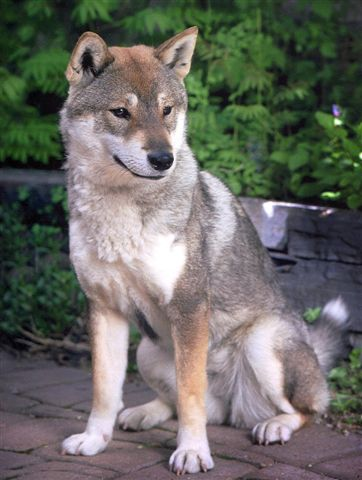
Shikoku Inu
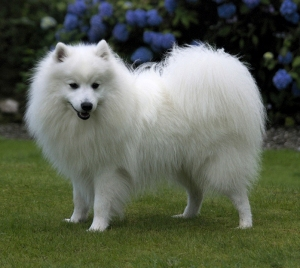
Spitz japonés

### Perros nórdicos de cacería

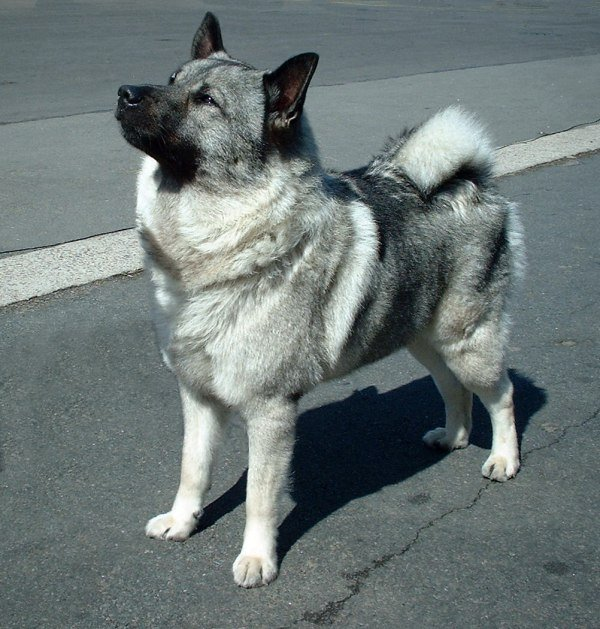
Cazador de alces noruego
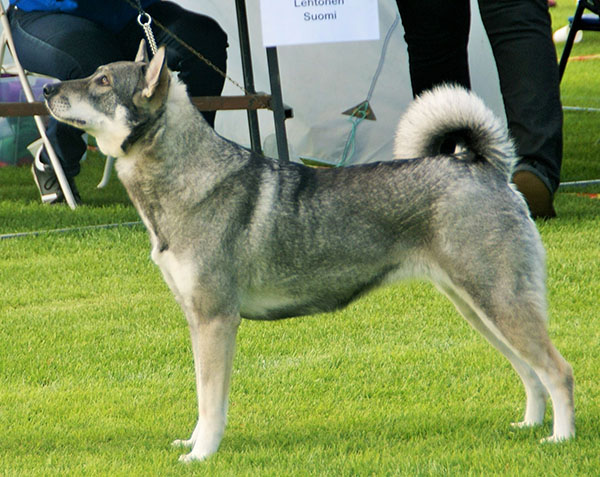
Jämthund
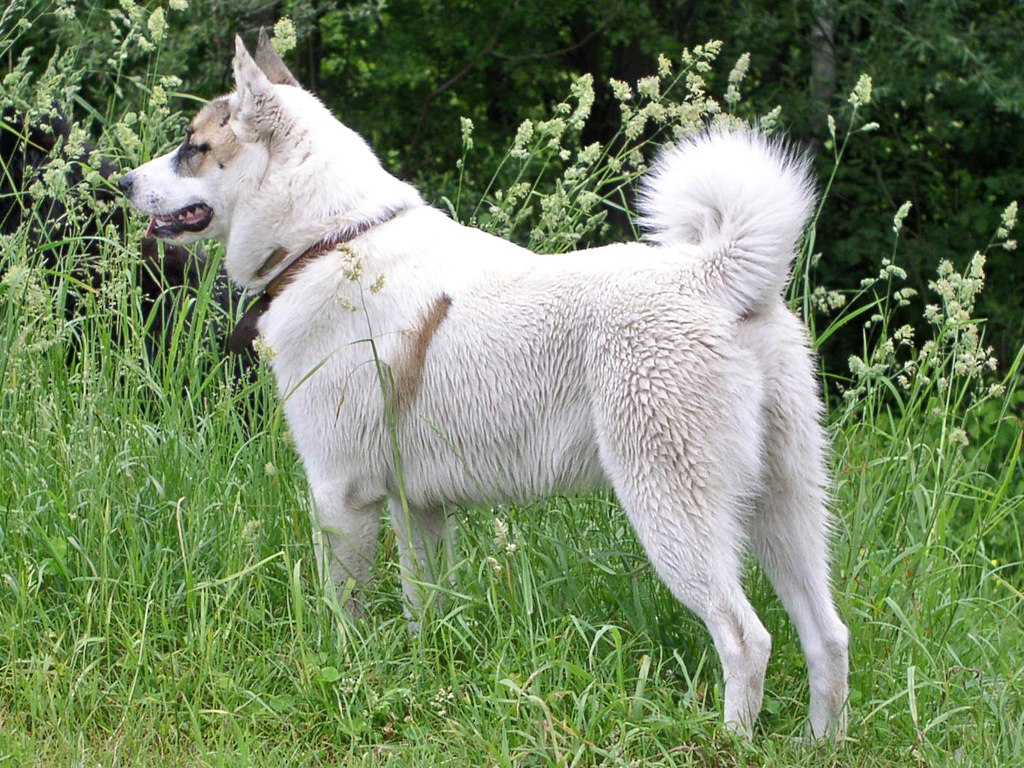
Laika de Siberia Occidental
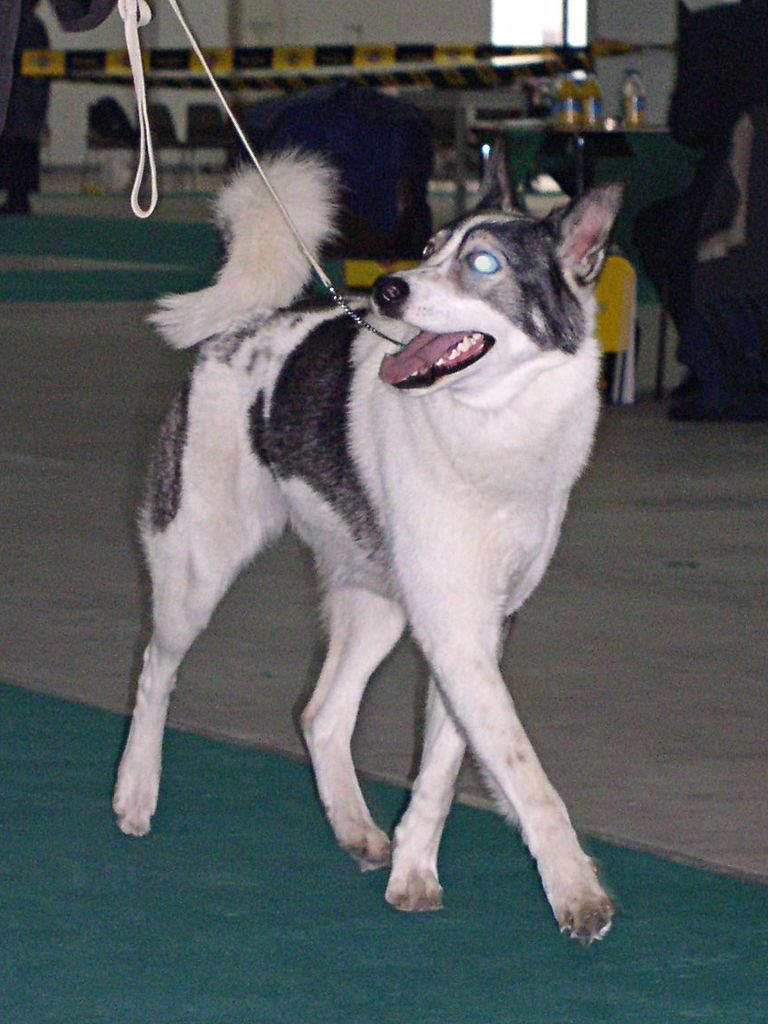
Laika de Siberia Oriental
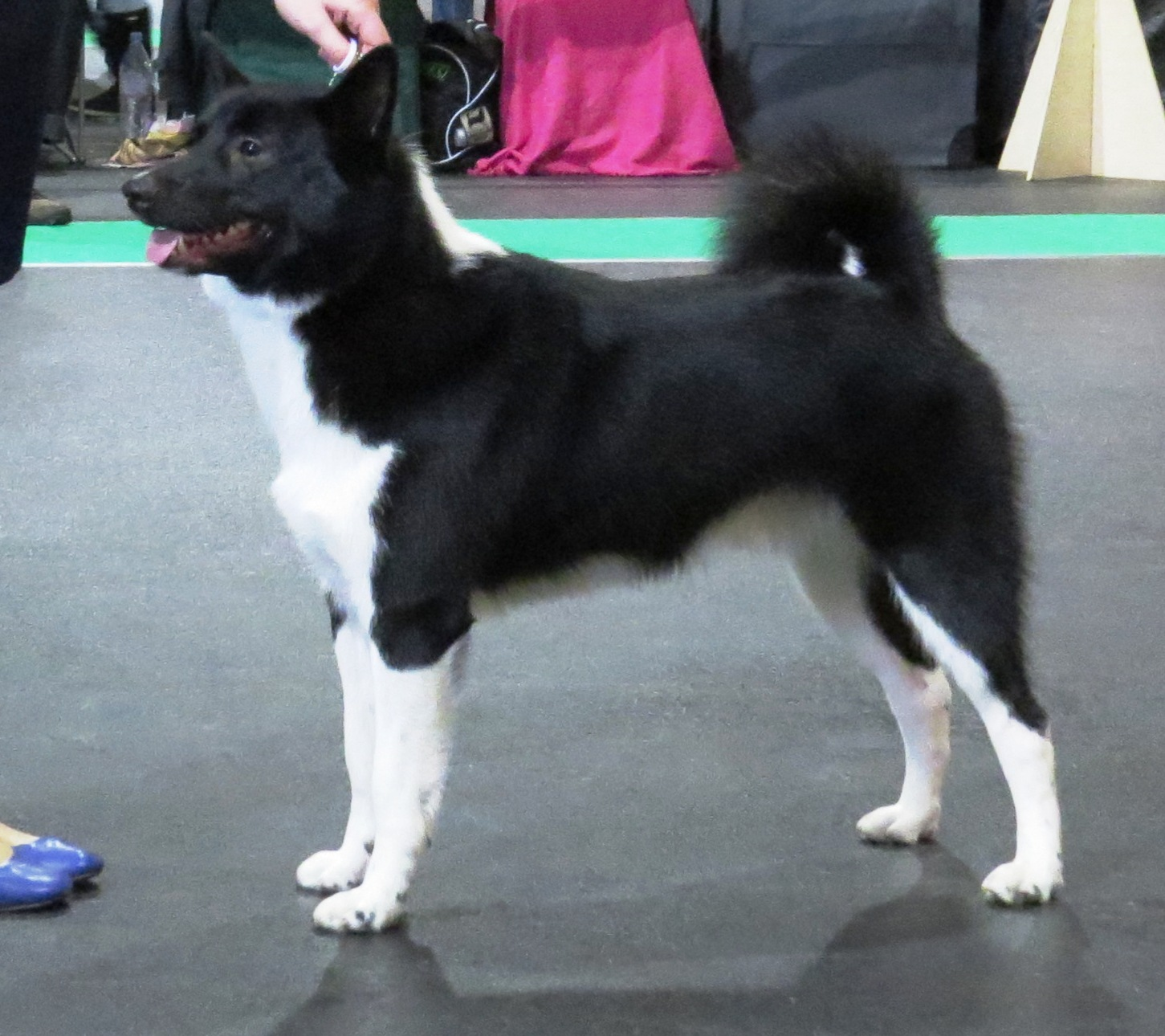
Laika ruso europeo
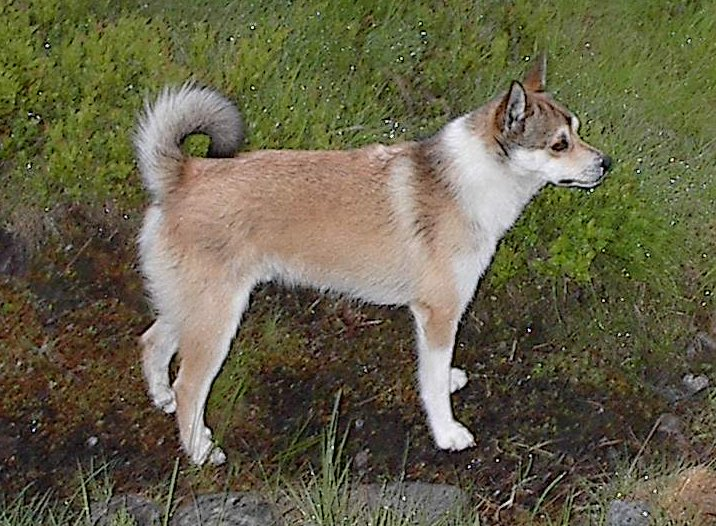
Lundehund
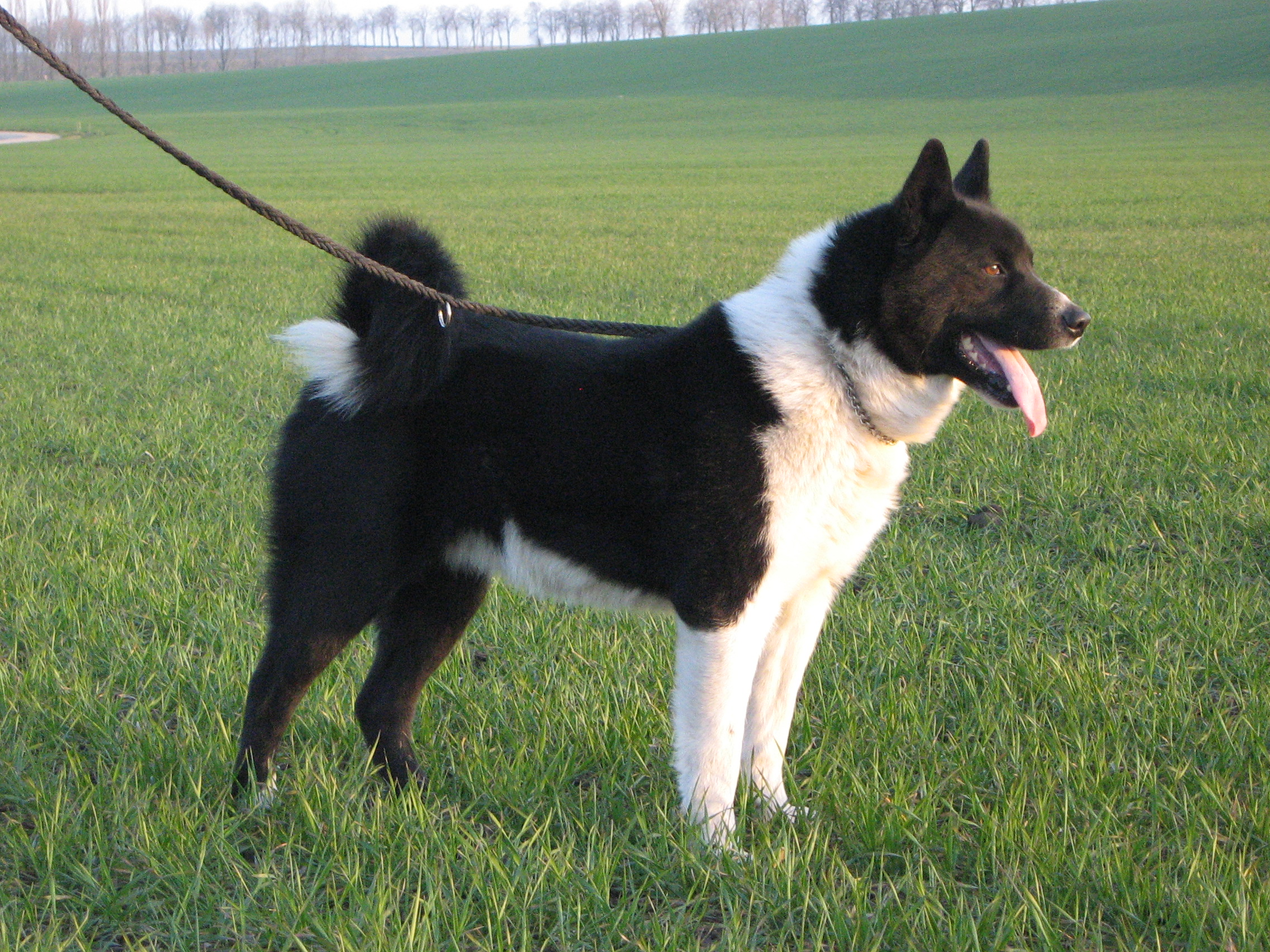
Perro de osos de Carelia
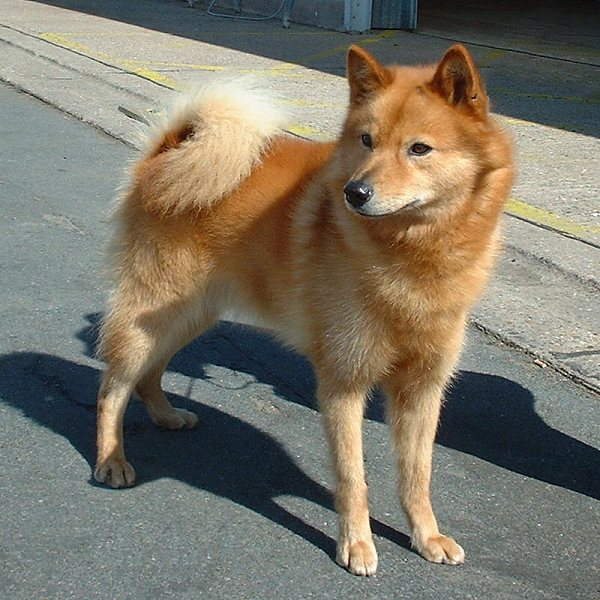
Spitz finlandés

### Otras razas de tipo spitz

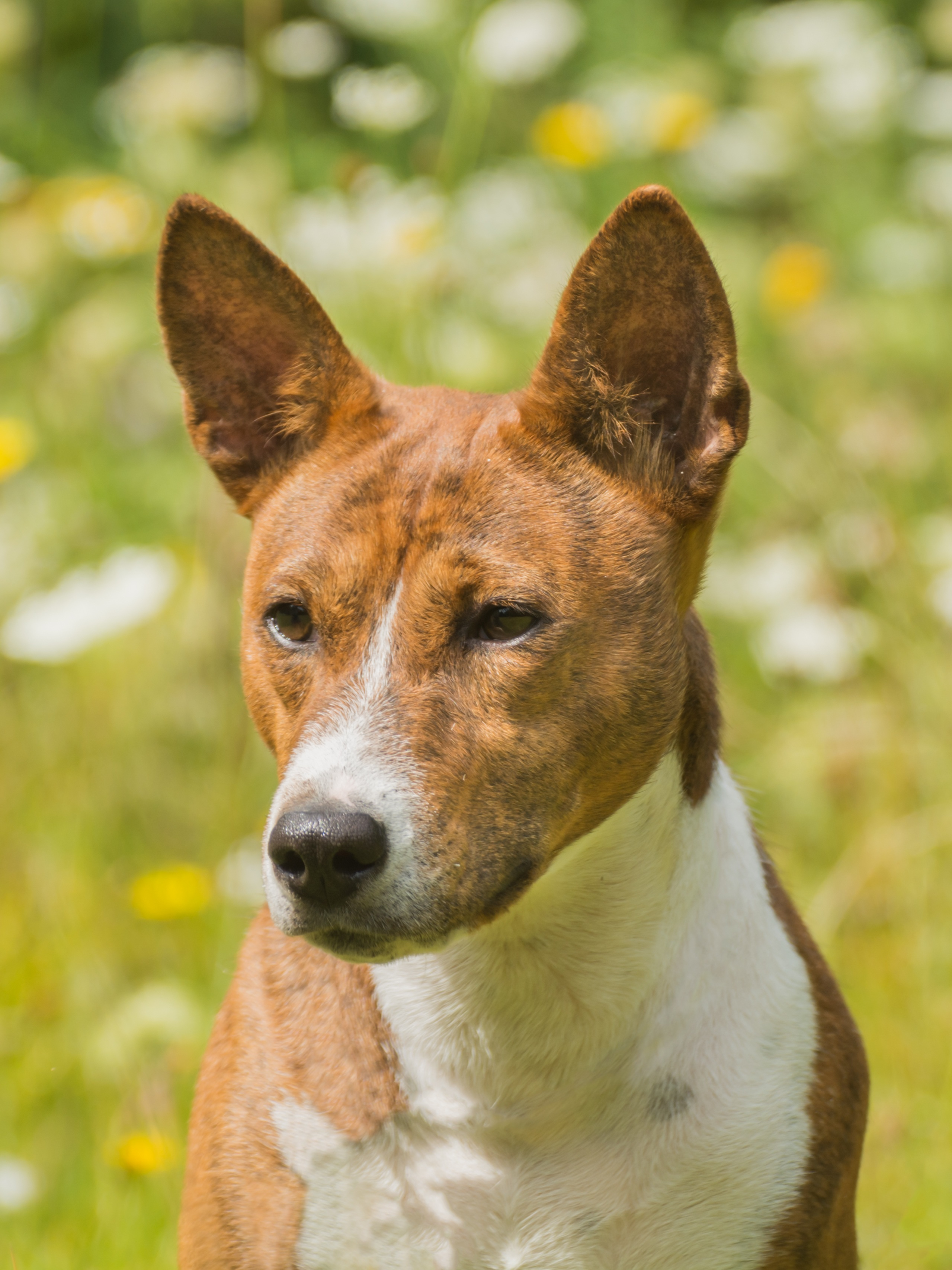
Basenji
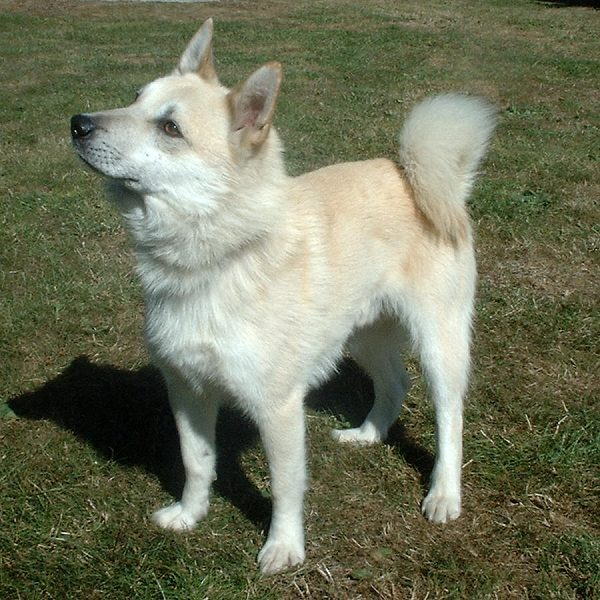
Buhund noruego
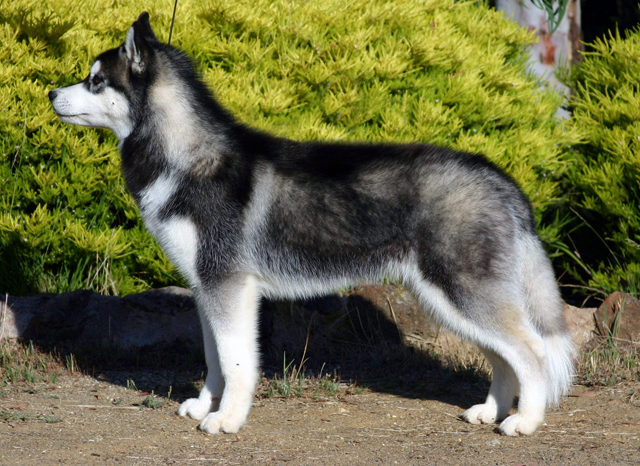
Husky siberiano
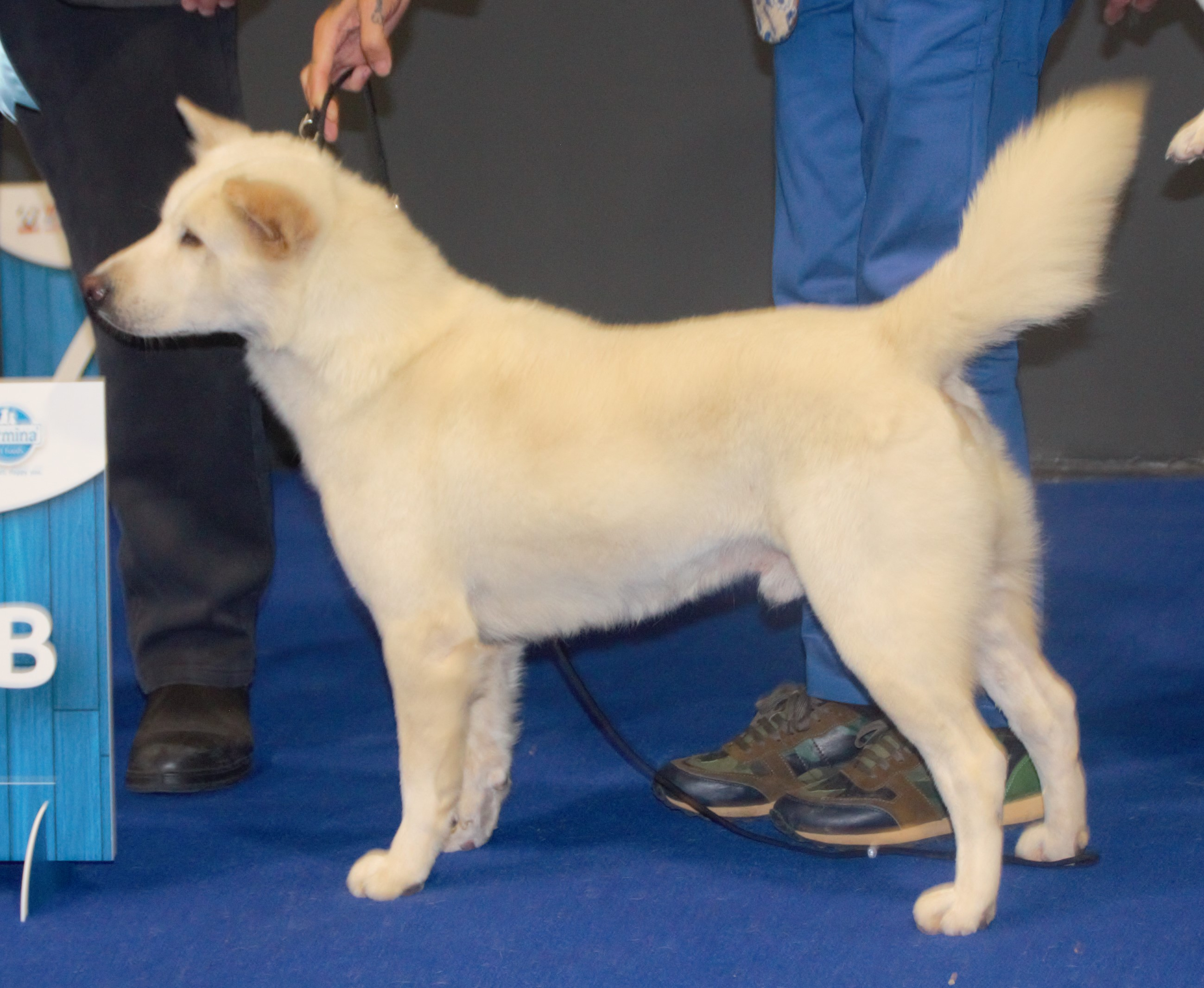
Kintamani
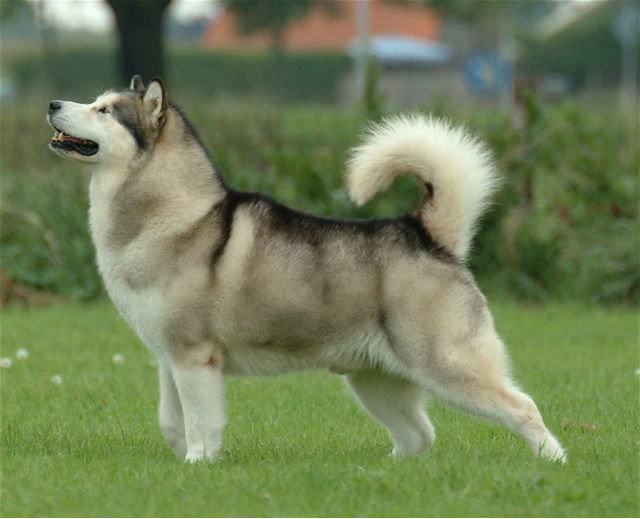
Malamute de Alaska
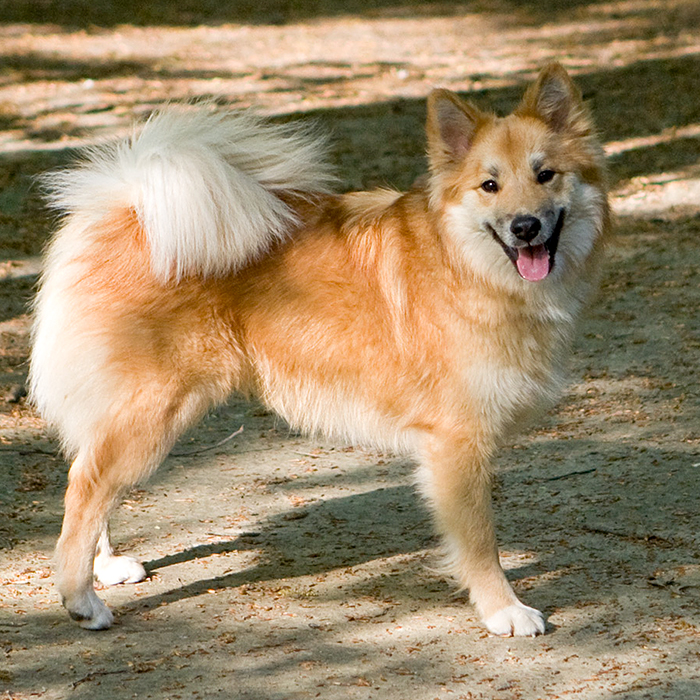
Pastor islandés
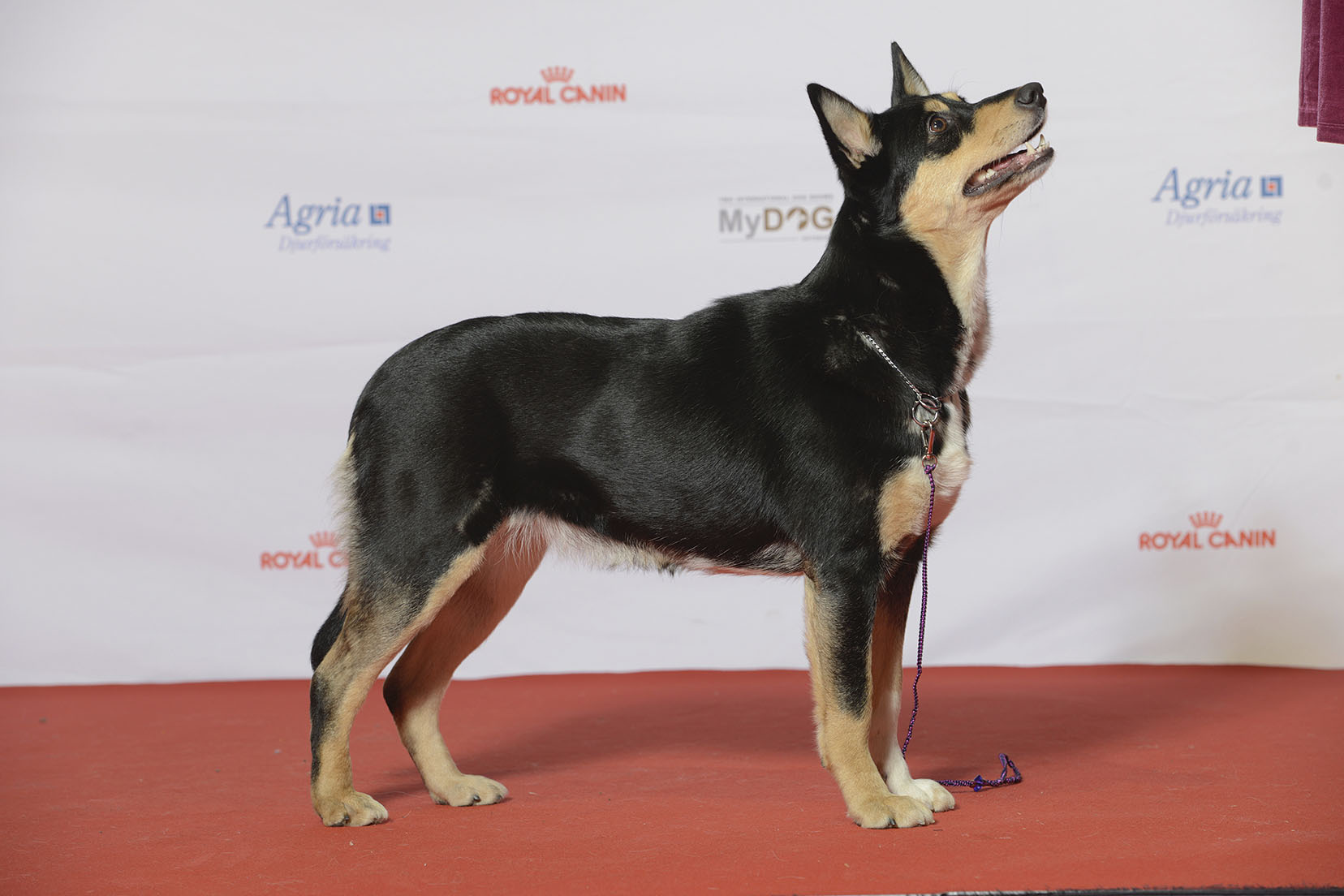
Pastor lapón
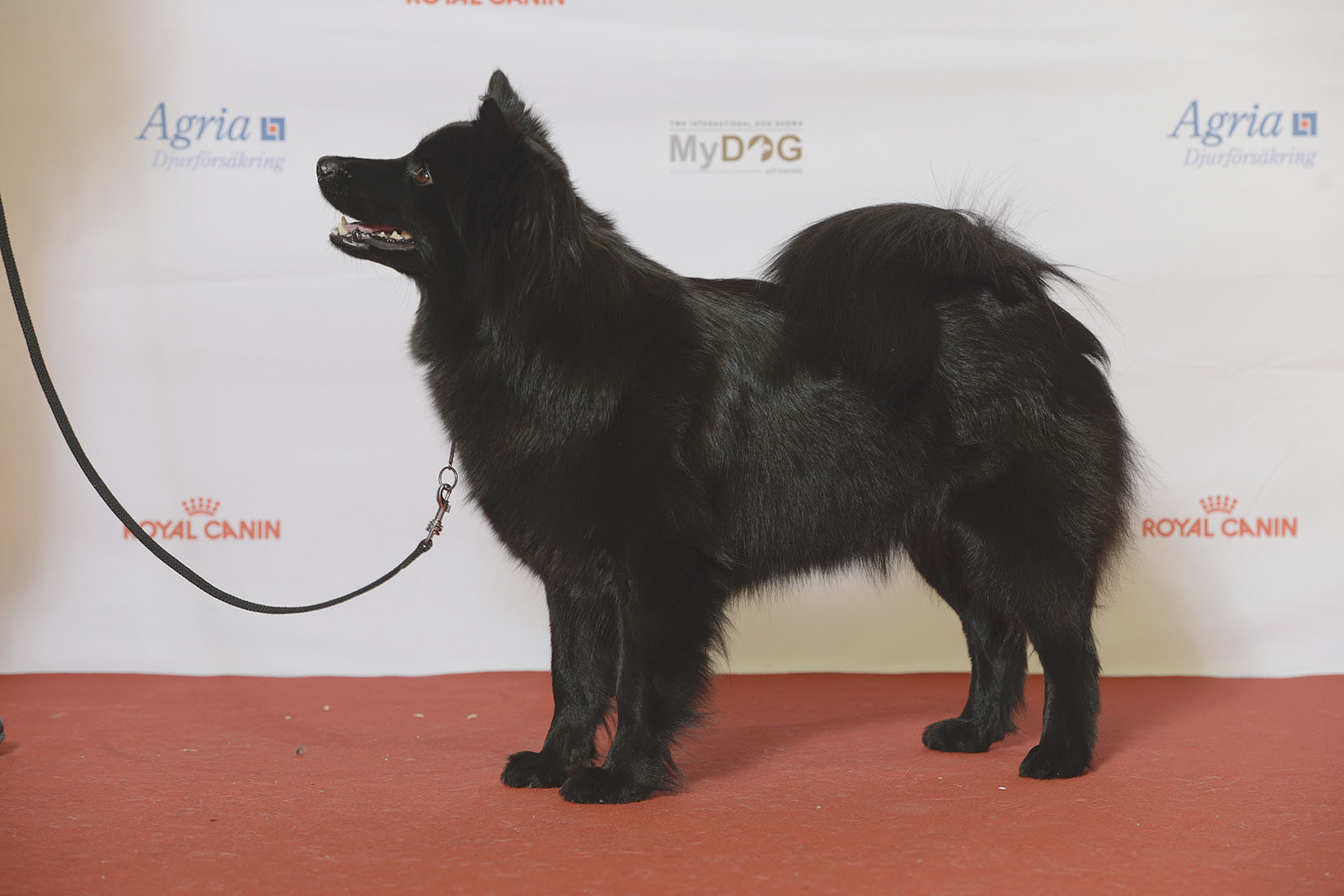
Pastor lapón de Suecia
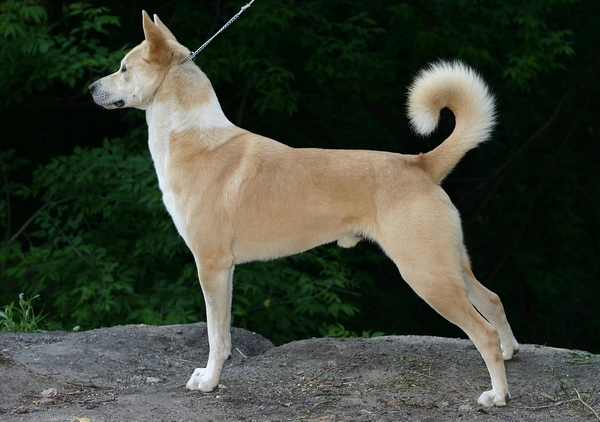
Perro de Canaán
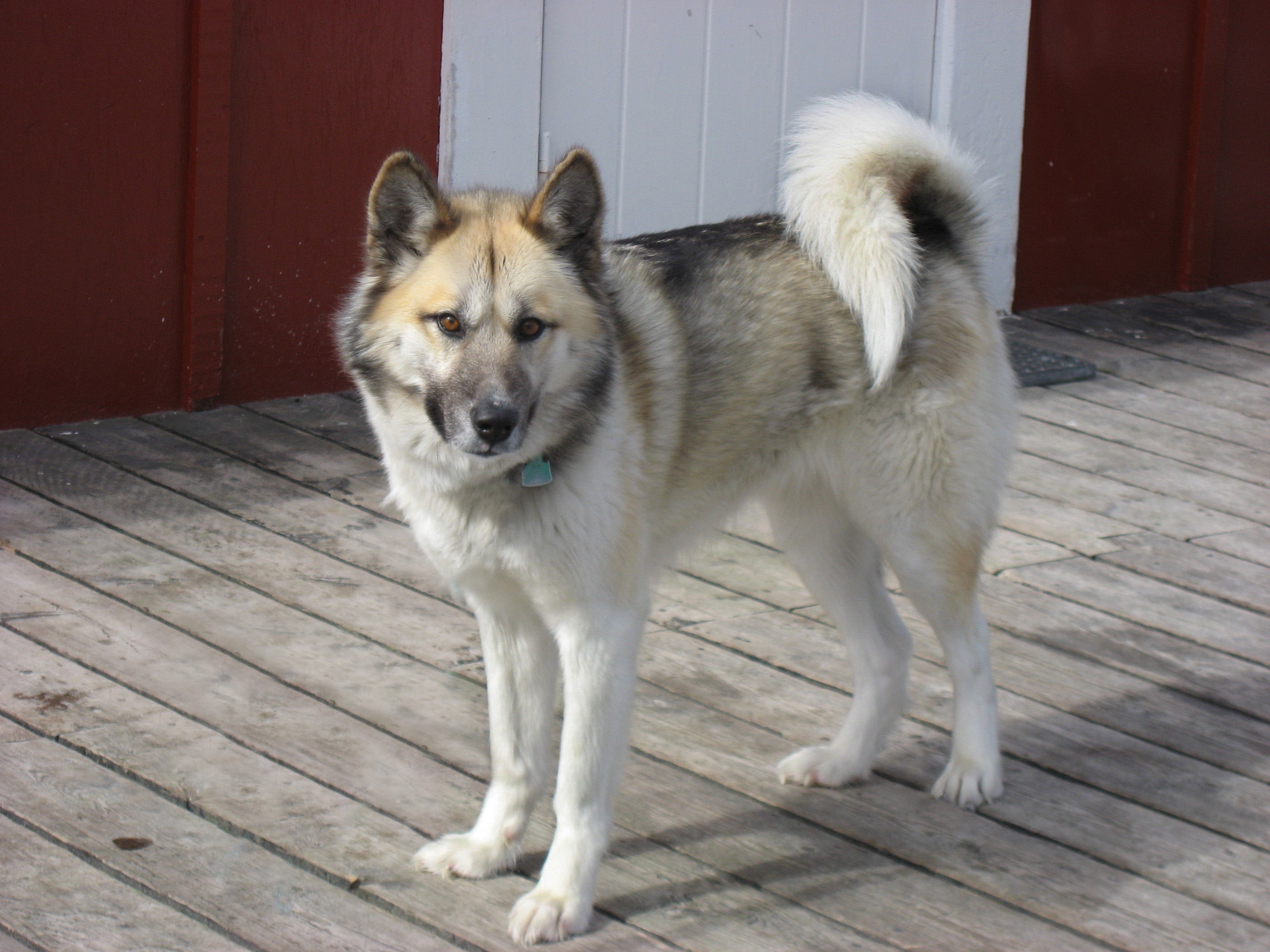
Perro de Groenlandia
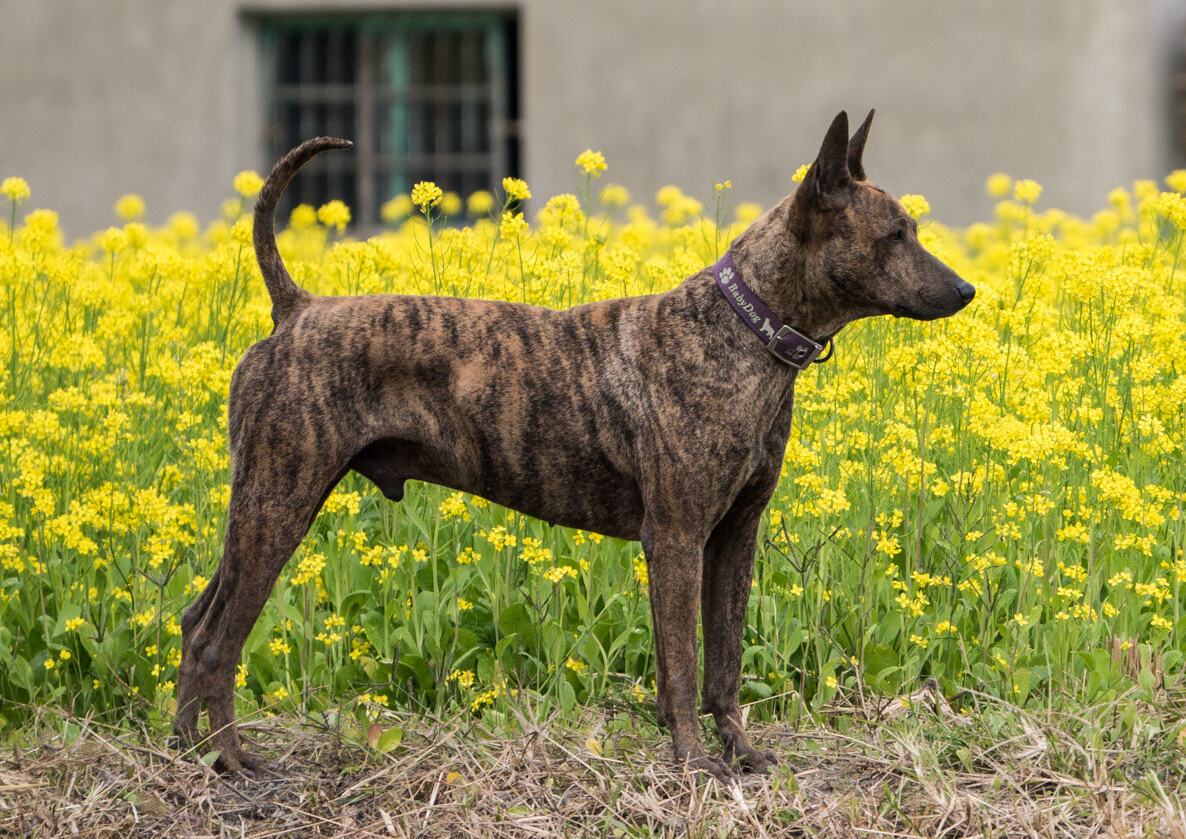
Perro de montaña de Formosa
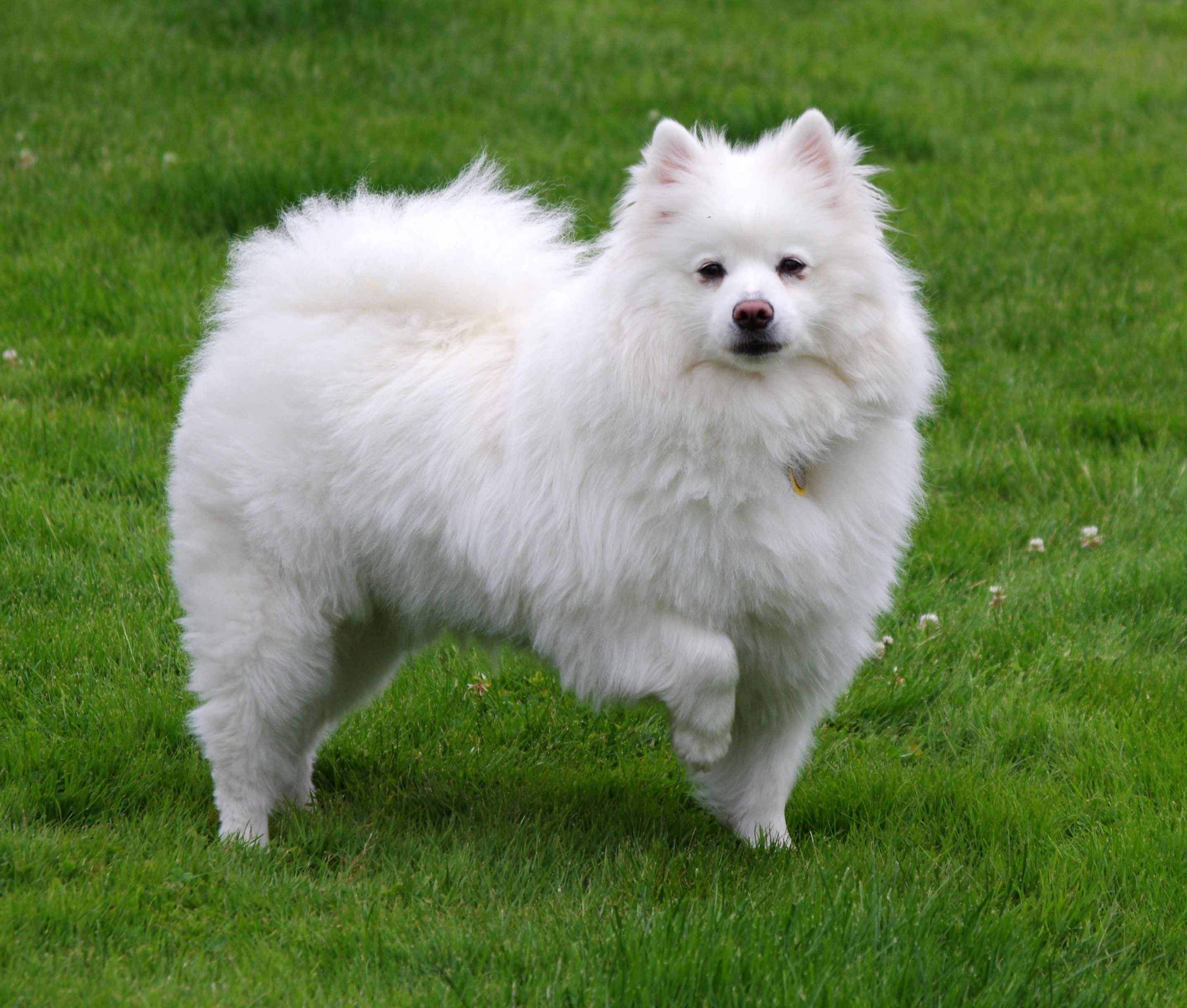
Perro esquimal americano (no reconocido por la FCI)
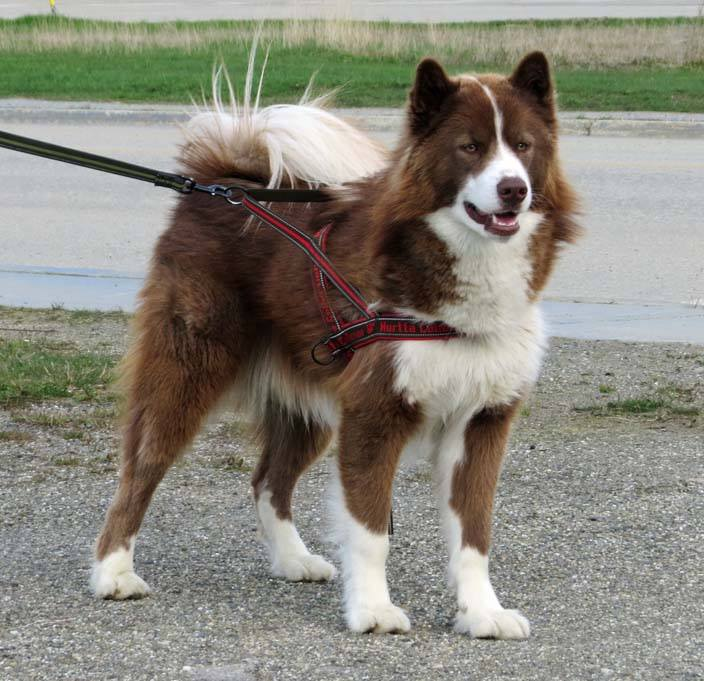
Perro esquimal canadiense
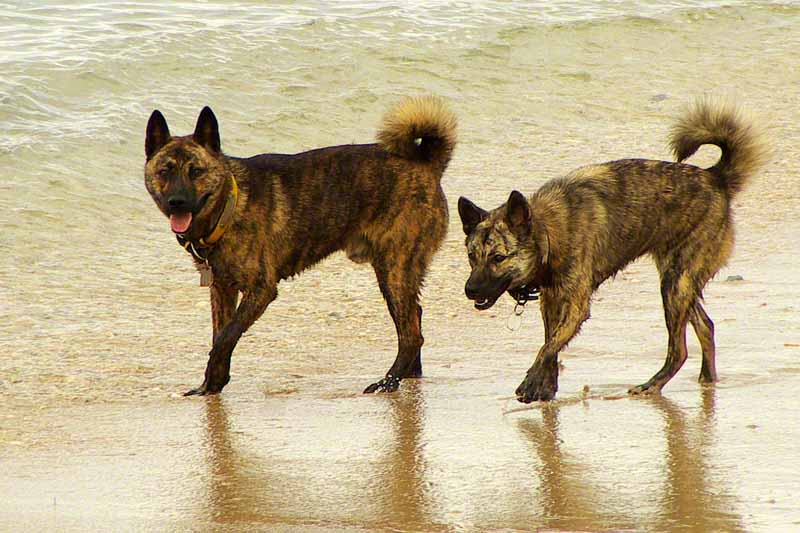
Ryukyu (no reconocido por la FCI)
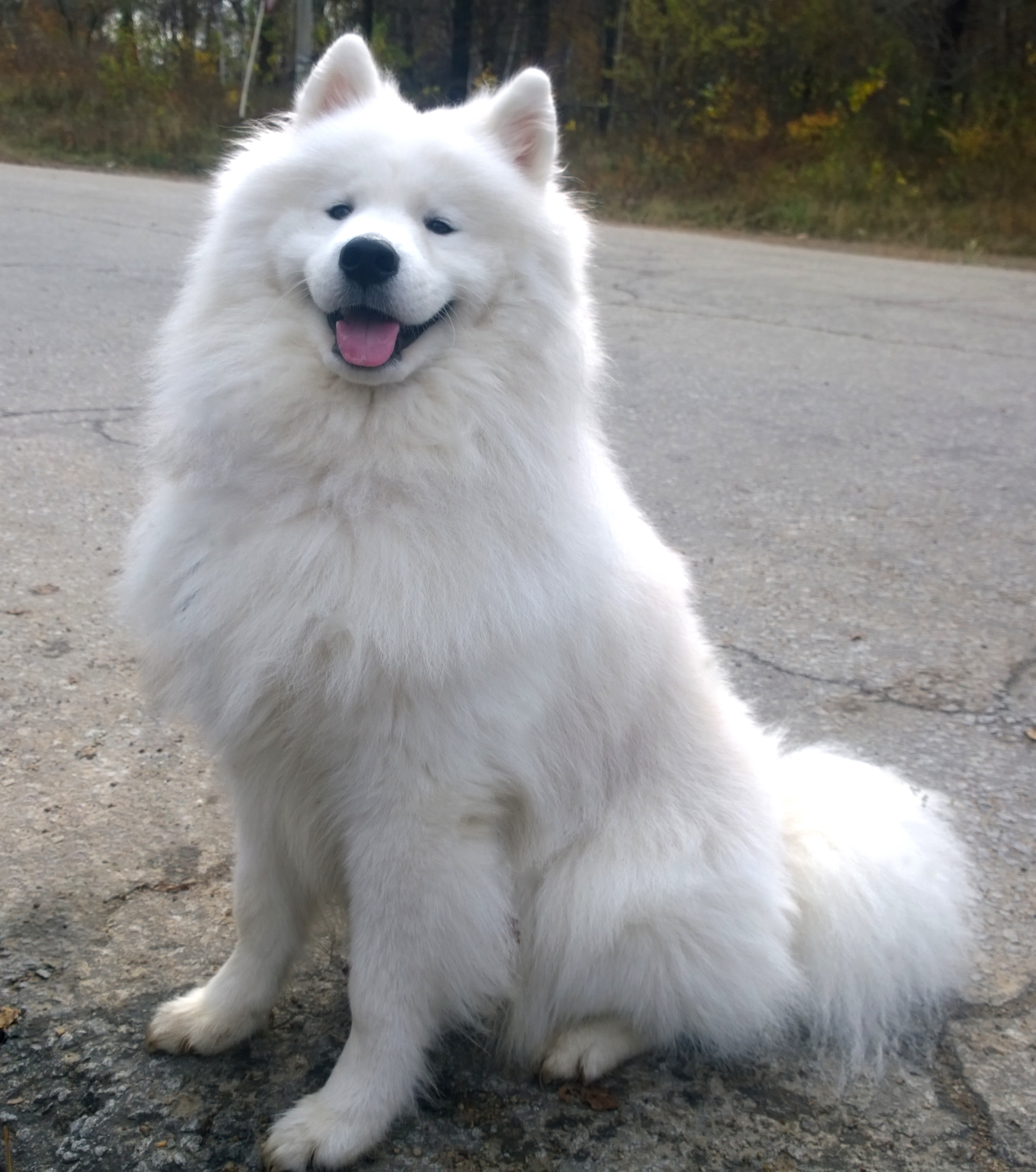
Samoyedo
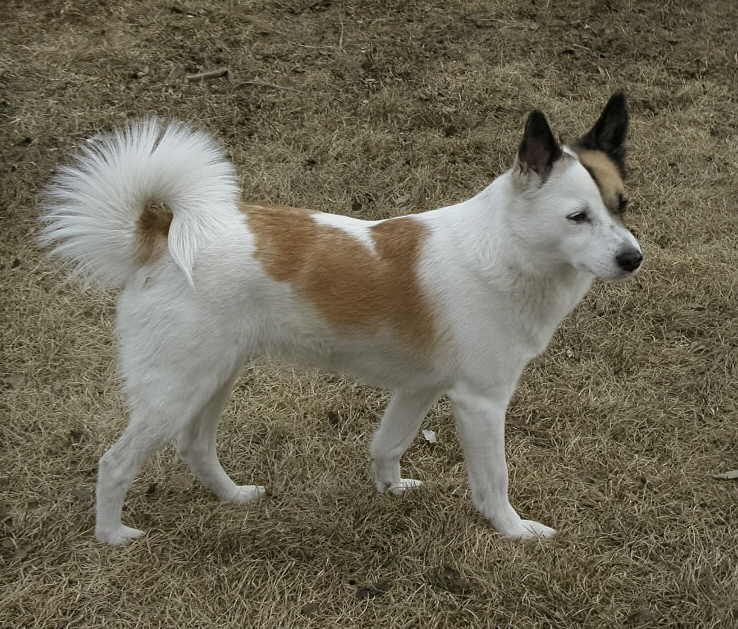
Spitz de Norrbotten
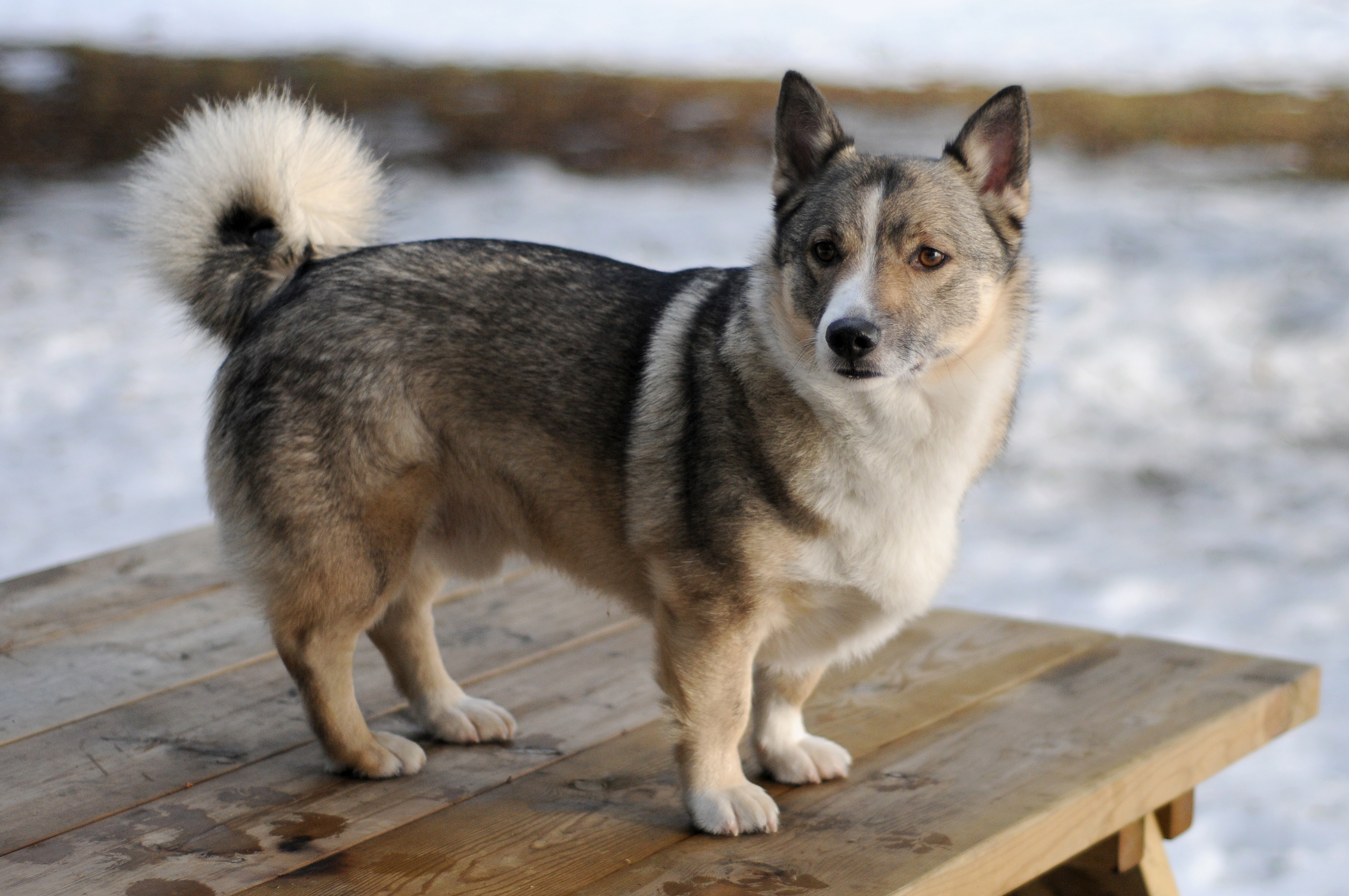
Vallhund sueco